# Uninvited (Lied)
Uninvited [ˌʌnɪnˈvaɪtɪd] ist ein Lied der kanadischen Komponistin und Sängerin Alanis Morissette. Die Single ist der zweite Titel des Soundtracks vom US-amerikanischen Spielfilm Stadt der Engel („City of Angels“) von März 1998. Es war Morissettes erste Aufnahme nach ihrem international erfolgreichen Debütalbum Jagged Little Pill aus dem Jahr 1995.
Morissette komponierte das Lied und produzierte es zusammen mit Rob Cavallo. Das Lied basiert auf vier repetitiven Klaviernoten (d²–a²–b²–a²) und steigert sich zu einem instrumentalen Höhepunkt mit eindringlicher Atmosphäre, die von einem kryptischen Liedtext begleitet wird.

## Veröffentlichung
Uninvited wurde im März 1998 von US-amerikanischen Radiosendern veröffentlicht und erreicht bis August substanzielle Sendezeit („airplay“) im Radio. Der nordamerikanische alternative Radiosender KROQ sendete am 6. März 1998 eine geleakte Version von Uninvited. Die Hörfunksendung wurde mitgeschnitten und im Internet verfügbar gemacht. Dies zwang die Warner Music Group zur Veröffentlichung des Soundtracks bereits vor dem offiziellen Verkaufsstart, der auf den 31. März terminiert war. Nach Aussage eines Pressesprechers von Warner Music Canada war die Maßnahme eine „Unannehmlichkeit“ („inconvenience“) in der Absicht, Radiosender vom Abspielen der minderwertigen Internetversion abzuhalten. Nach dem Leak zwang die Recording Industry Association of America (RIAA) mehrere Webseitenbetreiber, das Lied wieder von ihrer Webseite zu entfernen. Nach Angabe von Newsbytes waren mehrere Webseiten betroffen, darunter auch welche in den Metropolen Los Angeles, London und Mexiko-Stadt. Unautorisiertes Material wurde entfernt und in einigen Fällen sogar ganze Webseiten vom Netz genommen. Die Aktion war Teil einer Kampagne der RIAA, um die unautorisierte Vervielfältigung von Tonaufnahmen im Internet zu unterbinden.

## Komposition
Uninvited ist ein Lied mit einer „unvergesslichen Melodie und einer schwermütigen Atmosphäre“ zu kryptischem Liedtext. Das emotionale Lied hat ein Tempo von 66 Beats per minute und ist passend zur melancholischen Grundstimmung in der Tonart g-Moll komponiert.
Die Studioversion hat eine Länge von 4:36 min. Streicher und Gitarre setzen nach 53 Sekunden ein und kontrastieren die verschleppten Drums, bei 3:20 endet der Gesang und das Lied schließt mit Instrumentalmusik.
Der Liedtext thematisiert die geringschätzige Zurückweisung einer Liebe durch eine Frau:

“Like any hot-blooded woman, I have simply wanted an object to crave. But you, you’re not allowed. You’re uninvited. An unfortunate slight.”

„Wie jede heißblütige Frau wollte ich einfach ein Objekt, nach dem ich mich sehnen kann. Doch dir, dir ist es nicht gestattet. Du bist ungebeten. Eine bedauernswerte Kränkung.“

## Auszeichnungen
Bei den Grammy Awards 1999 wurde Uninvited in den drei Kategorien Best Female Rock Vocal Performance, Song Written Specifically for a Motion Picture or for Television und Bester Rocksong nominiert, wovon es die beiden letztgenannten gewann.
Es gewann des Weiteren den Film and Television Music Award der American Society of Composers, Authors and Publishers (ASCAP) in der Kategorie Most Performed Songs from Motion Pictures. Bei den Golden Globe Awards 1999 bekam das Lied eine Nominierung in der Kategorie Bester Filmsong.
Obwohl niemals eine offizielle Single über den Einzelhandel vertrieben wurde, entwickelte sich das Lied zu einem Hit. Es war Morissettes vierte Nummer eins Single in den US-amerikanischen Billboard Top 40 Mainstream Charts und erreichte Platz 5 in den Adult Top 40 und den Top 40 der Modern Rock Tracks Charts. Insgesamt wurden über 7 Millionen Kopien bis Ende 1999 weltweit verkauft.

## Musikvideo
Zu Uninvited wurde kein offizielles Musikvideo gedreht, jedoch die Mitschnitte von drei Liveacts veröffentlicht. Die erste dokumentierte Performance war bei den Grammy Awards 1999, die zweite wurde 2002 auf Morissettes DVD/CD-Paket Feast on Scraps gezeigt, und eine weitere befindet sich auf dem Extended Cut des VH1 Storytellers: Alanis Morissette aus dem Jahr 2005.

## Tonträger
Uninvited war nicht auf dem Studioalbum Supposed Former Infatuation Junkie enthalten, das am 3. November 1998 erschien, doch eine Demoversion war auf der australischen und britischen CD-Single von Thank U. Die Kompilation Alanis Morissette: The Collection (2005) war das erste Album, das die im Tonstudio aufgezeichnete Version beinhaltete. Akustikversionen des Lieds erschienen 1999 auf Morissettes MTV Unplugged-Mitschnitt sowie am 27. August 2002 auf der DVD Live in the Navajo Nation. Die letztgenannte Aufnahme entstand im Rahmen der Fernsehreihe Music In High Places des US-amerikanischen Pay-TV-Senders DirecTV in der Navajo Nation Reservation.
- 06.04.1998 – City of Angels – Soundtrack – 4:34 – Filmversion
- 12.10.1998 – Thank U – Single B-Seite – 3:02 – Demoversion
- 03.11.1998 – Supposed Former Infatuation Junkie – Studioalbum – 3:05 – Demoversion
- 18.11.1999 – MTV Unplugged – Livealbum – 4:37 – Liveact
- 11.11.2005 – The Collection – Kompilation – 4:36 – Studioversion
- 24.08.2012 – Live in Berlin – Livealbum – 5:58 – Liveact

## Coverversionen
- Die Hardrock-Band Westworld coverte Uninvited auf ihrem zweiten Studioalbum Skin aus dem Jahr 2002 in einer etwas härteren Auslegung mit Einflüssen aus dem Heavy Metal. Ab der zweiten Hälfte des Lieds steigen Bruno Ravel an der Bassgitarre und Mark Reale an der E-Gitarre ein und das Lied schließt mit einem Violinensolo.
- Die deutsch-britische Gesangsgruppe Gregorian veröffentlichte 2004 auf ihrem Album The Dark Side eine Version in Form eines gregorianischen Chorals.
- Die finnische Gothic-Metal-Band Silentium publizierten 2005 eine Coverversion auf der B-Seite ihrer Single Frostnight.
- Im Oktober 2007 remixten das britische DJ- und Produzentenduo Freemasons erfolgreich Uninvited mit dem Gesang von Bailey Tzuke zu einem Dance-Music-Track.
- 2015 sang die US-amerikanische Sängerin und Schauspielerin Lea Michele das Lied in ihrer Rolle als Rachel Berry in der US-amerikanischen Musical-Comedy-Fernsehserie Glee in der Folge Loser Like Me (Staffel 6, erste Folge).